# Leucodystrophie mégalencéphalique
La leucodystrophie mégalencéphalique avec kystes subcorticaux est une leucodystrophie se caractérisant par :
Une macrocéphalie parfois présent à la naissance ou plus souvent apparaissant durant la première année de vie. la macrocéphalie est variable mais peut atteindre 4 à 6 déviations standards. Après la première année la croissance se stabilise. Cette macrocéphalie s'accompagne d'ataxie, d'un retard important de développement et des crises d'épilepsie.
Secondairement apparaissent une ataxie et des contractures musculaires.
La marche est souvent perturbée avec nécessité d'une aide précoce ou seulement vers 50 ans.
La durée de vie est raccourcie avec des décès dès les premières années.
Le retard mental est moyen.
En raison de son mode de transmission, cette maladie est plus fréquente dans les populations à consanguinité élevée : Population turque, communauté Agrawal de l'Inde, dans la communauté juive du Liban ou le taux de portage de la mutation est de 1 sur 40.
La mutation du gène MLC1 est retrouvée dans 70 % des cas.

## Sources
- (en) Online Mendelian Inheritance in Man, OMIM (TM). Johns Hopkins University, Baltimore, MD. MIM Number:604004
- (en) Online Mendelian Inheritance in Man, OMIM (TM). Johns Hopkins University, Baltimore, MD. MIM Number:605908
- (en) Marjo S Van Der Knaap, PhDJ C Pronk, Megalencephalic Leukoencephalopathy with Subcortical Cysts In: GeneReviews at GeneTests: Medical Genetics Information Resource (database online). Copyright, University of Washington, Seattle. 1997-2005. .